# 동광중학교 축구부
동광중학교 축구부는 인천광역시 강화군에 위치한 동광중학교의 축구부이다.

## 역사
동광중학교 축구부는 2013년에 창단하였다 최고 성적은 2021년 금강대기 전국 중등 축구 대회 8강이다

## 같이 보기
- 동광중학교